# 源則理
源 則理（みなもと の のりまさ）は、平安時代中期の貴族。醍醐源氏、権大納言・源重光の三男。官位は正四位下・但馬守。

## 経歴
姉妹の一人が藤原伊周の室となったことから中関白家側近と見なされ、長徳2年（996年）に発生した長徳の変により官途に恵まれなかった。
長徳3年（997年）ごろ越中権守に任ぜられると、三条朝から後一条朝にかけて20年ほどに亘って、因幡守・美作守・尾張守・但馬守と受領を歴任する。
この間、但馬守赴任時には社領から年貢を取り立てるという非法行為を行う。さらに、長元8年（1035年）12月に同国の石清水八幡宮の神人と争いそれを射殺した。そのため、長暦元年（1037年）5月土佐国に流罪となったが、早くも同年12月には召還されている。

## 官歴
- 長徳3年（997年） 10月12日：見越中権守[3]
- 長和元年（1012年） 4月7日：見因幡前司[4]
- 長和5年（1016年） 4月13日：見美作守[5]
- 治安3年（1023年） 9月2日：見尾張守[4]
- 長元元年（1028年） 日付不詳：辞尾張守[6]
- 長元3年（1030年） 4月30日：見但馬守[4]
- 長元4年（1031年） 日付不詳：但馬守（延任2ヶ年）[7]
- 長暦元年（1037年） 5月20日：流罪（土佐国）、見前但馬守[8]。12月9日：召還[8]

## 系譜
- 父：源重光
- 母：行明親王の娘
- 妻：源憲定の娘
  - 女子：敦平親王妃
- 生母不明の子女
  - 男子：源基行